# Die Akte Vaterland. Gereon Raths vierter Fall
Die Akte Vaterland ist ein historischer Roman des deutschen Autors Volker Kutscher, der im Jahr 2012 im Verlag Kiepenheuer & Witsch erschien. Es handelt sich um den vierten Kriminalroman in der Serie um den Kriminalkommissar Gereon Rath. Die Handlung setzt zehn Monate nach Goldstein ein und spielt überwiegend im Juli 1932 zur Zeit der Weltwirtschaftskrise in Berlin und in Masuren.
Das Buch zeichnet sich erneut neben der vordergründigen Kriminalhandlung, die in der Tradition der amerikanischen Hardboiled detectives steht, durch sein anschauliches Sittengemälde der frühen dreißiger Jahre in Deutschland aus. Dargestellt werden gewalttätige Auseinandersetzungen zwischen SA und Rotfront sowie die politischen und wirtschaftlichen Entwicklungen, der Preußenschlag von Reichskanzler Franz von Papen in der späten Weimarer Republik und der dadurch weiter erstarkende Nationalsozialismus. Dieser ist auch für die handelnden Personen erkennbar, wird aber in seiner Tragweite im Hinblick auf die sich auflösende Republik nur teilweise ernst genommen. Neben fiktiven treten auch Personen der Zeitgeschichte und historische Ereignisse wie die Reichstagswahl am 31. Juli 1932 auf, die aus der Sicht der Hauptfigur geschildert werden.

## Handlung
Im Juli 1932 steht die Berliner Kriminalpolizei vor einem Rätsel: Der Spirituosenhändler Herbert Lamkau wird im Lastenaufzug vom Haus Vaterland, dem legendären Vergnügungstempel am Potsdamer Platz, von einem Wachmann tot aufgefunden. Die Spuren deuten darauf hin, dass er dort ertrunken ist. Kommissar Gereon Rath ist wenig erfreut über den neuen Fall, denn er hat schon genug Ärger. Seine Ermittlungen gegen den das „Phantom“ genannten, mysteriösen Auftragsmörder, der die Stadt in Atem hält, treten seit Wochen auf der Stelle, seine große Liebe Charly Ritter kehrt von einem Studienjahr in Paris zurück und fängt als Kommissaranwärterin bei der Weiblichen Kriminalpolizei am Alex an und wird ausgerechnet seiner Mordkommission zugeteilt, was die Dinge nicht einfacher macht. Es zeigt sich, dass der Tote vom Haus Vaterland Teil einer deutschlandweiten Mordserie zu sein scheint, deren Spur weit nach Osten führt, denn Raths Ermittlungen fördern zwei weitere Todesfälle zutage, die unter ähnlichen Umständen geschahen und deren Opfer wie Lamkau aus Ostpreußen stammten. Sämtliche Opfer wurden mit dem indianischen Pfeilgift Tubocurarin gelähmt. Die Leitung der Ermittlungsgruppe „Phantom“ wird Rath entzogen und Kommissar Herbert Dettmann übergeben, mit dem Rath eine Auseinandersetzung hat, nachdem dieser Charly beleidigt hat.
Während Charly als Küchenhilfe ins Haus Vaterland eingeschleust wird und dabei zufällig einen Fall von Erpressung aufdeckt, ermittelt Rath kurz nach seiner Verlobung mit Charly in der masurischen Kleinstadt Treuburg nahe der polnischen Grenze und gerät in eine für ihn fremde Welt. Dort lernt er den Gutsbesitzer Gustav Wengler kennen, den deutschnational gesinnten Besitzer der Luisenbrand-Destillerie, deren Vertriebspartner in Berlin Lamkau war. Alle Mordopfer sind ehemalige Mitarbeiter der Brennerei und wurden von Wengler als Schlägertruppe gegen Polen eingesetzt. Unterdessen geschieht auf dem Verkehrsturm am Potsdamer Platz ein weiterer Mord, diesmal an einem ebenfalls aus Masuren kommenden Verkehrspolizisten, welcher sich als Bruder Wenglers herausstellt. Zunächst scheint es, dass alle Opfer im Jahr 1924 an einem Schwarzbrennskandal beteiligt waren, in dessen Folge die Mutter von Artur Radlewski gestorben ist. Dieser lebt, seitdem er seinen Vater getötet hat, wie ein Indianer als Einsiedler im Moor und gerät unter dringenden Tatverdacht. Aber es gibt noch einen weiteren Zusammenhang. Wenglers damalige Verlobte Anna von Mathée wurde 1920 am Tag der Volksabstimmung über die Zugehörigkeit Ostpreußens zum Deutschen Reich oder zu Polen brutal vergewaltigt und ertränkt, wobei Radlewski das Verbrechen heimlich beobachtet hat, ohne jedoch einzugreifen, wofür er sich Vorwürfe macht. Für die Tat wurde der Assistenzarzt Jakub Polakowski verurteilt, welcher eine heimliche Liebesbeziehung zu der Frau hatte, am Tatort von Wengler und seinem Bruder verhaftet wurde und 1930 angeblich bei einem Gefängnisausbruch ums Leben gekommen ist. Wengler nutzt dieses Verbrechen, um politische Stimmung gegen die Polen zu machen.
Die Widerstände gegen den Ermittler aus Berlin wachsen, als er ein lang gehütetes Geheimnis aufzudecken droht. Die Bibliothekarin Maria Cofalka, welche mit Radlewski heimlich in Kontakt steht, gibt Rath Briefe, aus denen hervorgeht, dass Wengler Annas Mörder ist, und kommt kurz darauf ums Leben. Die Briefe werden Rath gestohlen. Als Rath versucht, Radlewski aufzuspüren, wird er absichtlich im Moor zurückgelassen und überlebt nur, weil Radlewski ihn rettet, ist jedoch eine Woche außer Gefecht, bevor er nach Treuburg zurückkehren kann. Er vermutet, dass die örtliche SA Maria Cofalka im Auftrag Wenglers ermordet hat. Ihm fehlen jedoch die Beweise, um Wengler zu überführen. Während die politisch motivierten Straßenschlachten zwischen Nazis und Kommunisten kurz vor der Reichstagswahl immer mehr Todesopfer fordern, putscht unterdessen der reaktionäre Reichskanzler von Papen in Berlin die demokratische Regierung Preußens aus dem Amt und mit ihr die Spitze der von Demokraten geführten Berliner Polizei. Damit verschärft sich die Lage auch für Gereon Rath, der sich im fernen Ostpreußen bisher der Protektion durch den Berliner Polizeivizepräsident Bernhard Weiß sicher sein konnte. Nachforschungen in der Haftanstalt, in der Jakub Polakowski einsaß, ergeben, dass dieser seinen Tod nur vorgetäuscht hat. Rath kehrt nach Berlin zurück, nachdem er Polakowski auf einem Foto als den Wachmann wiedererkannt hat, der angeblich Lamkaus Leiche entdeckt hat.
Dort wird Rath zunächst verhaftet, da ein Unbekannter sich als Gereon Rath ausgegeben und Wenglers Geschäftsführer, welcher sich wegen Alkoholschmuggels in Untersuchungshaft befand, in seiner Zelle getötet hat, bevor er Wengler belasten konnte. In Verdacht gerät Harald Dettmann. Rath schließt nach einem Gespräch mit Johann Marlow, dass dieser auch das „Phantom“ sein muss und die Morde für den Ringverein Piraten an Mitgliedern der Konkurrenzorganisation Concordia begangen hat, mit der auch Wengler illegale Geschäftsbeziehungen hat. Ernst Gennat eröffnet Rath, dass Dettmann schon länger im Visier der Ermittlungen steht, ihm bisher jedoch nichts nachzuweisen ist. Polakowski kann sich unterdessen der Verhaftung entziehen. Da Rath vermutet, dass Wengler das letzte Opfer von Polakowskis Rachefeldzug werden soll, reist er noch einmal nach Treuburg. Er kann den Mann am Tag der Reichstagswahl stellen, als dieser versucht Wengler zu ertränken. Es stellt sich jedoch heraus, dass Wengler alles geplant hat und die Ermordung seiner Komplizen billigend in Kauf genommen hat, um sich unliebsamer Zeugen zu entledigen, und nun vorhat, auch Polakowski mit Hilfe des Treuburger Polizeichefs Erich Grigat scheinbar in Notwehr zu töten und dabei auch Rath zu beseitigen. Bevor er jedoch seinen Plan umsetzen kann, wird er von Artur Radlewski mit Pfeil und Bogen getötet. Rath vertuscht diese Tat, um Radlewski zu schützen, der ihm zweimal das Leben gerettet hat, und lässt auch Polakowski entkommen. Mithilfe von Johann Marlow gelingt es Rath und Gennat, den untergetauchten Anführer der Concordia zu überzeugen, bei einem Plan mitzuhelfen, Dettmann zu überführen.

## Historischer Hintergrund

### Haus Vaterland

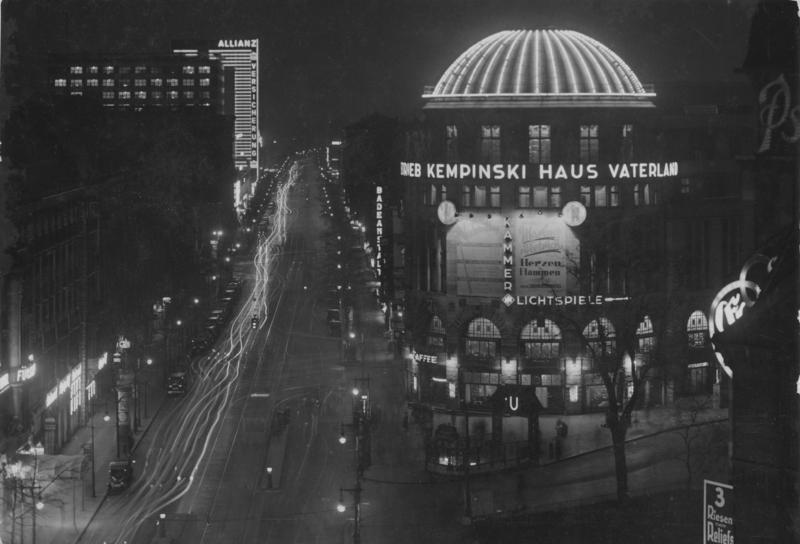
Das Erlebnisrestaurant „Haus Vaterland“ am Potsdamer Platz.

Das Kempinski Haus Vaterland war von 1928 bis 1943 ein großer Gaststättenbetrieb und Vergnügungspalast am Potsdamer Platz in Berlin mit rund einer Million Besuchern im Jahr, der als Vorläufer der heutigen Erlebnisgastronomie angesehen werden kann. In den Gasträumen am Potsdamer Platz gab es eine Vielzahl von unterschiedlichen Themenrestaurants, die von einer zentralen Küche versorgt wurden: Rheinterrasse, Löwenbräu (bayerisches Bierrestaurant), Grinzing (Wiener Café und Weinstube), Türkisches Café, Spanische Bodega, Czardas, Japanische Teestube, Bremer Kombüse, Wild-West-Bar (Arizona-Bar; später als Kolonialstube bezeichnet), Osteria (italienische Spezialitäten), Teltower Rübchen sowie der Palmensaal (Tanzlokal, Gestaltung: Ernst Stern und Josef Thorak). Hier gab es neben landesüblichen Speisen und Getränken auch diverse musikalische und künstlerische Veranstaltungen, Vorführungen und Varietéprogramme. Berühmt waren die Wettersimulationen in der Rheinterrasse. Unter dem Motto „Im Haus Vaterland ißt man gründlich, hier gewitterts stündlich“ wurden in einer nachgebauten Kulisse der Rheintallandschaft bei St. Goar (mit Blick auf die Burg Rheinfels und den Loreleyfelsen) zu jeder Stunde die Saalbeleuchtung gedämpft sowie Donner, Blitz und Wolkenbrüche simuliert. Zum Schutz der Gäste vor den Regengüssen waren die Tischreihen mit Glasscheiben zur Kulisse hin abgetrennt. Im nachgebauten Rheintal fuhren Modelleisenbahnen, außerdem bewegten sich Schiffsmodelle auf dem Wasserlauf. Es wurden sogar in Kooperation mit der Lufthansa Flugzeugmodelle an dünnen Fäden durch die Kulissenlandschaft bewegt. Nach einem kriegsbedingten Großbrand 1943 wurde in Teilen des Gebäudes ein eingeschränkter Restaurantbetrieb mit mehreren Unterbrechungen fortgeführt und schließlich im Juni 1953 endgültig eingestellt.

### Preußenschlag

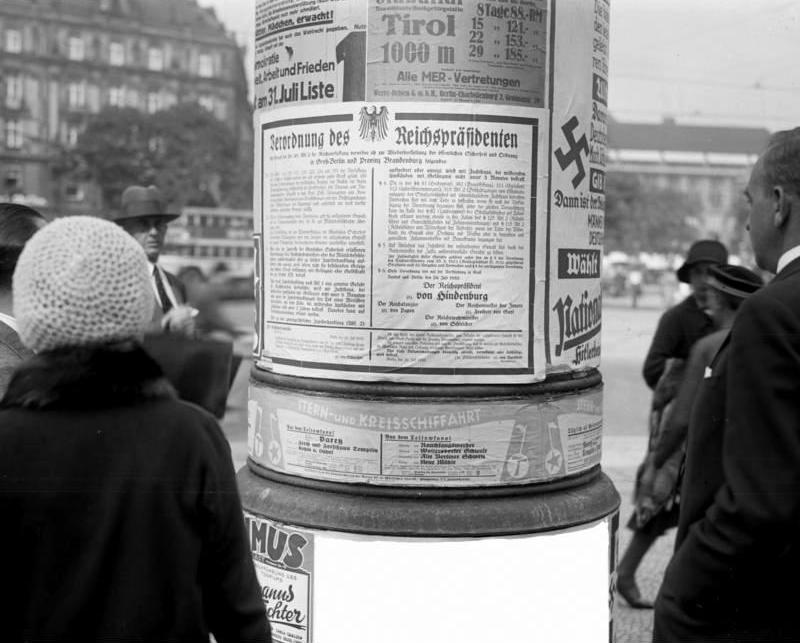
Die Notverordnung des Reichspräsidenten (Juli 1932)

Mit dem Preußenschlag (auch als Staatsstreich in Preußen bezeichnet) wurde am 20. Juli 1932 durch eine erste Notverordnung des Reichspräsidenten Paul von Hindenburg die geschäftsführende, aber nicht mehr durch eine parlamentarische Mehrheit gestützte Regierung des Freistaates Preußen durch den Reichskanzler Franz von Papen als Reichskommissar ersetzt. Eine zweite Verordnung vom selben Tag übertrug dem Reichswehrminister die vollziehende Gewalt in Preußen und schränkte die Grundrechte ein. So ging die Staatsgewalt im von der Preußenkoalition unter dem Sozialdemokraten Otto Braun geführten größten Land des Deutschen Reiches auf die Reichsregierung von Franz von Papen über. Damit wurde von Papen auch die Führung der Berliner Polizei übertragen. Vizepolizeipräsident Bernhard Weiß und der Kommandeur der Schutzpolizei Heimannsberg wurden während des Preußenschlags verhaftet. Alle zivilgesellschaftlichen wie auch staatlichen Möglichkeiten des Protests oder Widerstands waren durch den Reichspräsidenten Paul von Hindenburg für illegal erklärt. Folgen des Preußenschlages waren die Schwächung der föderalistischen Verfassung der Weimarer Republik und die Erleichterung der späteren Zentralisierung des Reiches unter Adolf Hitler. Hauptergebnis war jedoch die Ausschaltung des letzten möglichen Widerstandes des größten deutschen Staates gegenüber Papens Politik der Errichtung eines „Neuen Staates“. Hitlers Weg zur Macht wurde so entscheidend erleichtert.

### Weltwirtschaftskrise

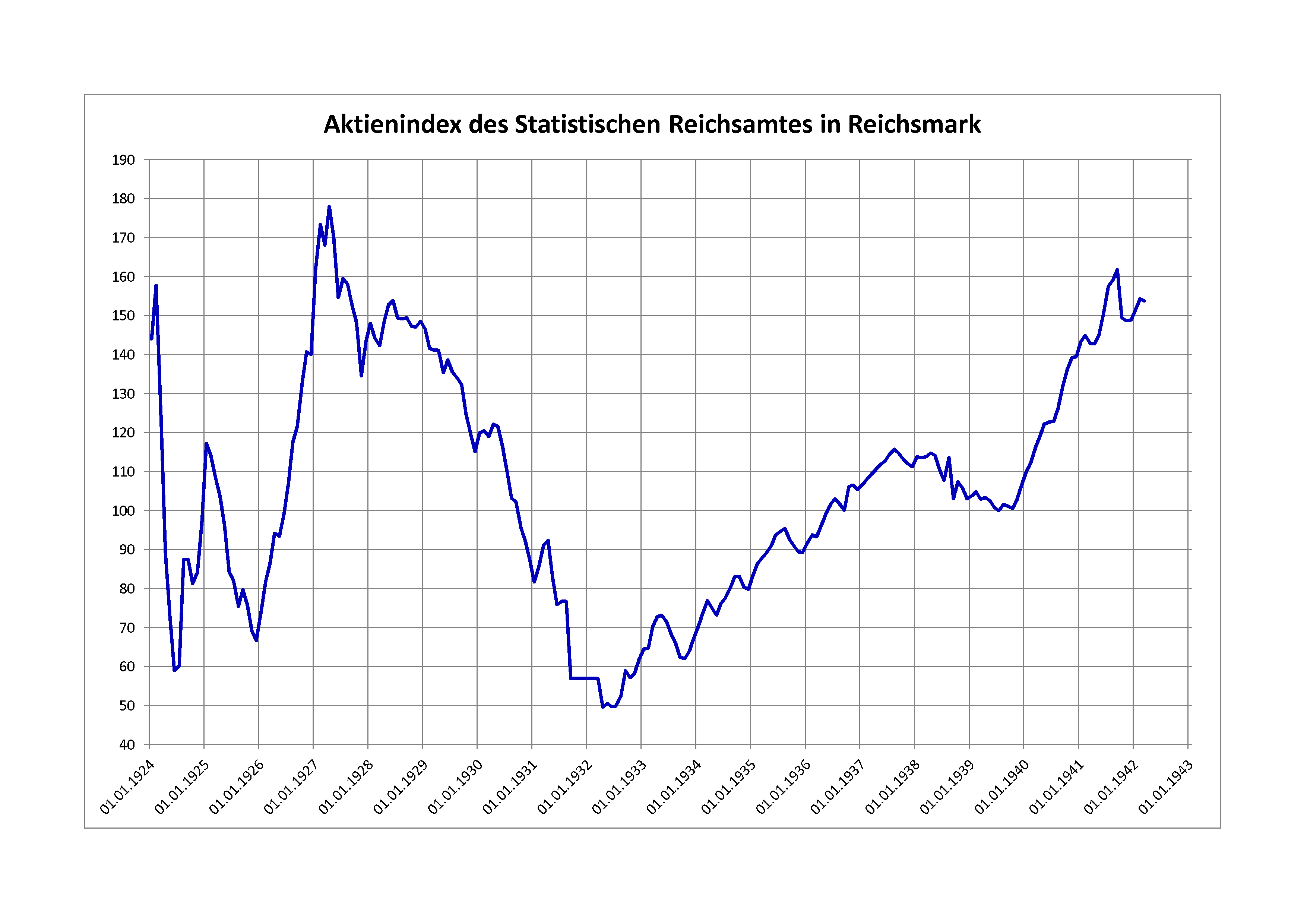
Deutscher Aktienindex 1924–1942 (Statistisches Reichsamt)

Die Wirtschaftskrise zum Ende der 1920er und im Verlauf der 1930er Jahre begann mit dem New Yorker Börsencrash im Oktober 1929. Zu den wichtigsten Merkmalen der Krise zählten ein starker Rückgang der Industrieproduktion, des Welthandels, der internationalen Finanzströme, eine Deflationsspirale, Schuldendeflation, Bankenkrisen, die Zahlungsunfähigkeit vieler Unternehmen und massenhafte Arbeitslosigkeit, die soziales Elend und politische Krisen verursachte. Die Weltwirtschaftskrise führte weltweit zu einem starken Rückgang der wirtschaftlichen Gesamtleistung, der entsprechend den spezifischen volkswirtschaftlichen Voraussetzungen der Einzelstaaten nach Zeitpunkt und Intensität unterschiedlich einsetzte. Die Weltwirtschaftskrise dauerte in den einzelnen Ländern unterschiedlich lange und war zu Beginn des Zweiten Weltkriegs noch nicht in allen überwunden. Das nationalsozialistische Deutschland hatte die Weltwirtschaftskrise 1936 in wichtigen Punkten bewältigt und erreichte als eines der ersten Länder wieder Vollbeschäftigung. Die Entwicklung in Deutschland war jedoch auch geprägt von Arbeitsbeschaffungsmaßnahmen mit schlechten Arbeitsbedingungen sowie allgemein niedrigen Löhnen, die auf dem Niveau von 1932 eingefroren wurden. Zudem stand der Vollbeschäftigung eine massive Fehlallokation von Ressourcen und letztlich die Katastrophe des Zweiten Weltkriegs gegenüber, die Deutschland 1939 auslöste. In den USA gab Präsident Franklin D. Roosevelt mit den Wirtschafts- und Sozialreformen des New Deal der Nation neue Hoffnung. Anders als im Deutschen Reich und in vielen anderen Ländern konnte die Demokratie in den Vereinigten Staaten auch während der Weltwirtschaftskrise bewahrt werden. Der desolate Zustand der Wirtschaft wurde überwunden, Vollbeschäftigung wurde aber erst 1941 mit der Rüstungskonjunktur nach Eintritt der USA in den Zweiten Weltkrieg erreicht.

### Bayume Mohamed Husen

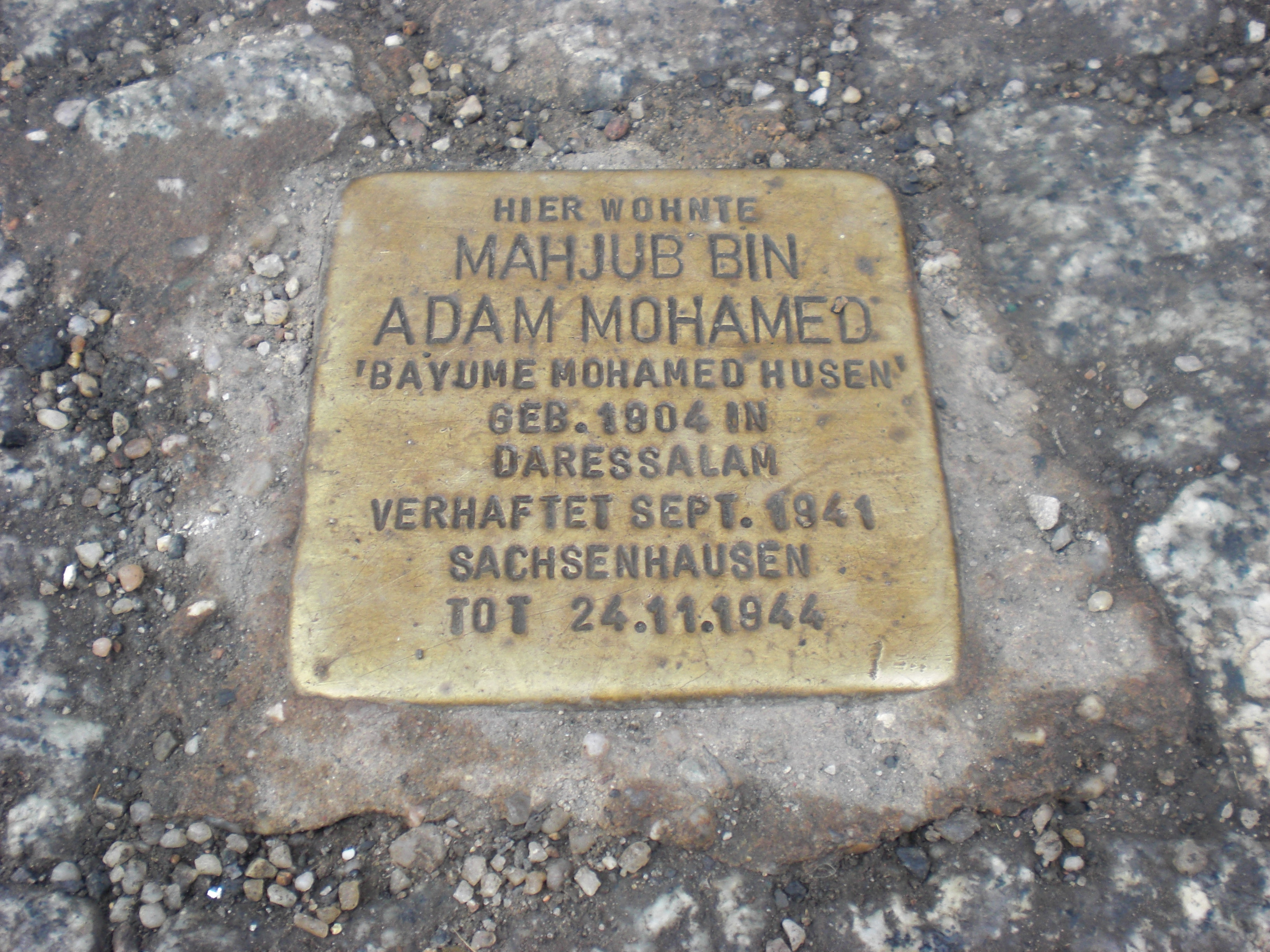
Vor dem früheren Wohnhaus in der Brunnenstraße 193 in Berlin erinnert ein „Stolperstein“ an Husen.

Bayume Mohamed Husen (Geburtsname Mahjub bin Adam Mohamed; * 22. Februar 1904 in Daressalam, Deutsch-Ostafrika, heute Tansania; † 24. November 1944 im KZ Sachsenhausen) war ein afrikanisch-deutscher Askari (Soldat) und Schauspieler. Husen wurde im Ersten Weltkrieg in der „Schutztruppe“ Deutsch-Ostafrikas als Kindersoldat eingesetzt und kam 1929 nach Berlin, um seinen ausstehenden Sold einzufordern. Hier gründete er eine Familie und arbeitete als Kellner, Sprachlektor und Schauspieler, unter anderem an der Seite von Hans Albers. Zwischen 1934 und 1941 spielte Bayume Mohamed Husen in mindestens 23 deutschen Filmproduktionen mit. Am 27. Januar 1933, drei Tage vor der Ernennung Hitlers zum Reichskanzler, heiratete Husen die Sudetendeutsche Maria Schwandner. Am 2. März 1933 wurde ihr gemeinsamer Sohn Ahmed Adam Mohamed Husen geboren. Bereits am 10. Januar 1933 war der aus einer gleichzeitigen Verbindung mit Lotta Holzkamp hervorgegangene Sohn Heinz Bodo Husen geboren worden, der später von Husen als sein Sohn anerkannt und in den Haushalt der Eheleute aufgenommen wurde. Eine weitere Tochter, Annemarie Husen, wurde im September 1936 geboren. Ahmed Adam starb 1938 im Alter von fünf Jahren, Annemarie 1939 im Alter von zwei Jahren, Heinz Bodo kam am 9. März 1945 bei einem Luftangriff ums Leben. Gleichzeitig fand der ehemalige Söldner in deutschen Diensten eine Heimat in der neokolonialen Bewegung im Deutschen Reich, die für die Rückgewinnung der ehemaligen Kolonien eintrat. Auf Tagungen und Aufmärschen des Deutschen Kolonialkriegerbunds verkörperte er den „treuen Askari“. Die afrikanischen Teilnehmer sollten den Erfolg der deutschen Kolonisation symbolisieren. Bei einer Veranstaltung kam es zu einem Zusammentreffen mit General Paul von Lettow-Vorbeck, der von der neokolonialen Bewegung als Held verehrt wurde. 1936 nahm Husen, dessen Familie in einer schwierigen wirtschaftliche Lage steckte, ein Engagement in der „Deutschen Afrika-Schau“ an. In Deutschland lebende Schwarze wurden dabei als „Eingeborene“ vorgeführt – dabei sollte zugleich die Überlegenheit der deutschen „Herrenmenschen“ demonstriert und der Anspruch auf deutsche Kolonien in Afrika unterstrichen werden. Trotz Husens Engagement für die neokoloniale Bewegung wollte er seine Unterordnung im nationalsozialistischen Rassenstaat nicht akzeptieren. Bereits im Oktober 1934 beantragte er die Verleihung des Ehrenkreuzes für Frontkämpfer. Eine Ablehnung wollte er unter Verweis auf seine Schussverletzung nicht akzeptieren. Die deutschen Behörden beschlossen, diese Auszeichnung nicht an „Farbige“ zu verleihen, auch Lettow-Vorbeck lehnte in einem Schreiben an das Innenministerium eine Auszeichnung Husens ab. Dieser betrachtete das Tragen des Abzeichens als sein „gutes Recht“, weshalb er sich den Orden im Militaria-Handel verschaffte. Auf mehreren Fotos ist Husen in Askari-Uniform mit dem Frontkämpfer-Abzeichen zu sehen. Nachdem Großbritannien am 3. September 1939 dem Deutschen Reich den Krieg erklärt hatte, bat Husen erfolglos um die Aufnahme in die Wehrmacht.
Im August 1941 wurde er von der Gestapo wegen eines Verhältnisses mit einer „Arierin“ verhaftet und im September unter dem Vorwurf der „Rassenschande“ ins KZ Sachsenhausen eingeliefert, wo er nach dreijähriger Haft starb.

## Hauptpersonen

### Gereon Rath
Aus Köln stammender, zu Alleingängen neigender Kriminalkommissar, der in seiner Heimat ein erfolgreicher Mordermittler war, bis ein tödlicher Schuss aus seiner Dienstwaffe und eine daraus resultierende Pressekampagne seine Karriere dort zerstörte. Auf Vermittlung seines einflussreichen Vaters wechselte Gereon Rath im März 1929 in die Reichshauptstadt zur dortigen Kriminalpolizei, wo er zunächst der Sittenpolizei zugeordnet war, bevor ihm der Wechsel zur Mordinspektion (Inspektion A) gelang. Seine Eigenmächtigkeit und Unbeherrschtheit haben eine überfällige Beförderung zum Oberkommissar bislang zunichtegemacht. Er macht seiner Langzeitfreundin Charly Ritter einen Heiratsantrag. Seine Ermittlungen führen ihn bis nach Ostpreußen.

### Charlotte Ritter
Genannt Charly. Ehemalige Stenotypistin bei der Berliner Inspektion A, womit sie ihr Jurastudium finanziert hat. Sie ist mit Gereon Rath liiert und kehrt später als ursprünglich geplant nach einem Studienaufenthalt in Paris nach Berlin zurück, wo sie eine Anstellung als Kommissaranwärterin bei der Weiblichen Kriminalpolizei (Inspektion G) findet und in der Mordkommission eingesetzt wird. Sie verlobt sich mit Gereon Rath und arbeitet als verdeckte Ermittlerin im Haus Vaterland.

### Wilhelm Böhm
Oberkommissar bei der Inspektion A, genannt die „Bulldogge“ und einer der wichtigsten Mitarbeiter von Ernst Gennat. Er pflegt einen sehr ruppigen Umgangston, nicht nur im Umgang mit Verdächtigen und Zeugen, sondern auch mit Kollegen und Untergebenen. Böhm mag Gereon Rath wegen dessen Eigenmächtigkeit nicht.

### Reinhold Gräf
Kriminalsekretär bei der Inspektion A. Er ist mit Gereon Rath befreundet, welchem er seine Beförderung verdankt. Zusammen mit seinem Kollegen Andreas Lange ist er als erster am Tatort im Haus Vaterland.

### Andreas Lange
Kommissarsanwärter bei der Inspektion A. Er ist Gereon Rath als Mitarbeiter zugeteilt.

### Ernst Gennat
Kriminalrat und Leiter der Inspektion A, wegen seiner Leibesfülle „Buddha“ oder auch „der volle Ernst“ genannt (historische Figur). Er hat die Mordinspektion aufgebaut und moderne Ermittlungsmethoden eingeführt, was ihn schon zu Lebzeiten zur Legende gemacht hat. Er schätzt Gereon Raths Fähigkeiten als Ermittler und schickt ihn nach Ostpreußen.

### Bernhard Weiß
Seit 1925 Chef der Berliner Kriminalpolizei und seit 1927 auch Vizepolizeipräsident, von den Nationalsozialisten abfällig „ViPoPrä“ und – wegen seiner jüdischen Herkunft – auch „Isidor“ genannt (historische Figur). Er protegiert Gereon Rath, gilt als einer der besten Kriminalisten im Berliner Polizeipräsidium, verliert aber nach dem Preußenschlag sein Amt.

### Johann Marlow
Geschäftsmann und organisierter Verbrecherboss, auch „Dr. M.“ genannt. Drahtzieher des (fiktiven) Ringverein Berolina, welcher gesetzeswidrige Geschäfte aller Art wie Rauschgifthandel oder illegale Nachtclubs betreibt. Auf seiner Gehaltsliste stehen auch Beamte der Berliner Polizei. Gereon Rath gehört nicht dazu, hat aber ein besonderes Verhältnis zu ihm. Er hilft Rath, das „Phantom“ zu überführen.

### Harald Dettmann
Kriminalkommissar bei der Inspektion A, dem an Stelle von Gereon Rath die Ermittlungen gegen das „Phantom“ übertragen werden. Er hat ein Geheimnis.

### Bayume Mohamed Husen
Kellner in der „Wild-West-Bar“ im Haus Vaterland, Kisuaheli-Sprachlehrer und Schauspieler (historische Figur). Durch seine Arbeit als Kellner lernt er Charlotte Ritter kennen.

### Anton Kowalski
Kriminalassistent bei der Kriminalpolizei Königsberg, Hauptstadt der preußischen Provinz Ostpreußen. Er wird Gereon Rath zur Unterstützung bei seinen Ermittlungen in Masuren zugeteilt.

### Erich Grigat
Polizeimeister und damit höchstrangiger Beamter der kommunalen Polizei in Treuburg, Ostpreußen, der mit Gustav Wengler kollaboriert.

### Karl Rammoser
Dorflehrer in zweiter Generation in Wielitzken, Masuren, und passionierter Schwarzbrenner. Er hilft Gereon Rath in einer brenzligen Situation und klärt ihn über die politischen und gesellschaftlichen Besonderheiten Ostpreußens auf.

### Maria Cofalka
Bibliothekarin und Leiterin der Kreisbücherei Treuburg und ehemalige Schülerin des alten Lehrer Rammoser. Sie hat noch Kontakt zu Artur Radlewski.

### Gustav Wengler
Gutsbesitzer und zwielichtiger Geschäftsmann mit deutschnationaler Gesinnung. Seine Verlobte Anna von Mathée wurde 1920 brutal vergewaltigt und ermordet. Inhaber der Luisenbrennerei. Sein Bruder Siegbert, Verkehrspolizist in Berlin, wird eines der Mordopfer.

### Artur Radlewski
Einsiedler, der als Jugendlicher seinen Vater durch Skalpierung hat verbluten lassen, um seine Mutter vor dessen Gewalttätigkeiten zu beschützen. Seine Mutter verfällt danach dem Alkohol und stirbt an den Folgen einer Methanolvergiftung. Er ist Zeuge eines brutalen Verbrechens und gerät unter Mordverdacht.

### Jakub Polakowski
Der masurische Assistenzarzt wurde wegen eines Verbrechens, das er nicht begangen hat, ins Gefängnis gesteckt und starb angeblich bei einem Fluchtversuch.

## Rezeption
Der Roman erhielt überwiegend positive Kritiken. So urteilte der NDR 1 Niedersachsen: „Großartig recherchiert und packend bis zum Ende“, das Funkhaus Europa: „Die Akte Vaterland macht Spaß, führt einen streckenweise wirklich durch Raum und Zeit mitten in die 1930er Jahre“ und der Sender SWR 3: „Das ist eine gute und spannende Geschichte — und die ganze Stimmung, der historische Blick auf Berlin Anfang der 30er Jahre macht das Buch zu etwas Besonderem. So wie auch die anderen, die ersten drei Bücher dieser Reihe von Volker Kutscher über Gereon Rath, über Berlin, über Verbrechen und Zeitgeschichte“. Die Frankfurter Allgemeine Zeitung schrieb in ihrer Besprechung: „Volker Kutschers Berlin-Krimi Die Akte Vaterland ist anders als alle anderen Beispiele dieses Genres. Denn er versteht es, Zeitgeschichte mit spannender Dramaturgie zu vereinen. [...] Dieser Roman [hat], wie alle bisherigen Folgen der Rath-Serie, die Verführungskraft eines Suchtmittels: Man kann ihn nicht aus der Hand legen, ehe man ihn ausgelesen hat.“ Der Tagesspiegel merkte an: „Es sind vor allem die charakterstarken Romanhelden, mit denen [...] Kutscher den Lesern eine längst verwehte Zeit so nahe bringt, als wäre sie jüngste Vergangenheit“. Jochen Vogt schrieb in der Westdeutschen Allgemeinen Zeitung: „Kutschers Stärke sind die historischen Details, die genau recherchiert und eingeordnet werden: Da ist ein Fachmann am Werk!“.

## Auszeichnungen
Die Akte Vaterland wurde 2012 mit dem Krimi-Blitz, dem Publikumspreis des Online-Magazins Krimi-Couch, ausgezeichnet.

## Stilistische Besonderheiten
Während die übrige Handlung des Romans im Präteritum verfasst ist, werden die Kapitel, die aus der Erzählperspektive des Mörders und Artur Radlewskis geschrieben sind, im Präsens geschildert. Die Akte Vaterland hat ferner anders als die meisten anderen Romane der Reihe ein von Kutscher verfasstes Nachwort, wonach zwar alle Personen in Masuren rein fiktiv seien, die durch sie aufgegriffene historisch-verbürgte gesellschaftliche Stimmung – ein aggressiver Nationalismus zugunsten Deutschlands und zu Lasten Polens, welcher Ostpreußen zu einer frühen Hochburg der NSDAP werden ließ – jedoch so dem Leser nahegebracht werden soll.

## Fortsetzungen
In der Reihe um Gereon Rath sind bis Oktober 2024 sechs weitere Romane und zwei Novellen erschienen:
- Märzgefallene. Gereon Raths fünfter Fall. Kiepenheuer & Witsch, Köln 2014.
- Lunapark. Gereon Raths sechster Fall. Kiepenheuer & Witsch, Köln 2016.
- Moabit. Galiani Berlin, Köln 2017, (Prequel; Illustrationen von Kat Menschik).
- Marlow. Der siebte Rath-Roman. Piper, München 2018.
- Olympia. Der achte Rath-Roman. Piper, München 2020.
- Mitte. Galiani Berlin, Köln 2021, (Illustrationen von Kat Menschik).
- Transatlantik. Der neunte Rath-Roman. Piper, München 2022.
- Rath. Der zehnte Rath-Roman. Piper, München 2024.